# Chrysocolaptes
A Chrysocolaptes a madarak (Aves) osztályának harkályalakúak (Piciformes) rendjébe, ezen belül a harkályfélék (Picidae) családjába tartozó nem.

## Előfordulásuk
A különböző Chrysocolaptes-fajok előfordulási területe Indiától és Srí Lankától egészen a Fülöp-szigetekig és Indonéziáig tart.

## Rendszerezés
A nembe az alábbi 8 faj tartozik:
- Chrysocolaptes erythrocephalus (Sharpe, 1877) - korábban a C. guttacristatus alfajának vélték
- Chrysocolaptes festivus (Boddaert, 1783)[2]
- Chrysocolaptes guttacristatus (Tickell, 1833)[3] - korábban azonosnak tartották a C. lucidusszal
- Chrysocolaptes haematribon (Wagler, 1827) - korábban a C. guttacristatus alfajának vélték
- nagy aranyoshátú harkály (Chrysocolaptes lucidus) (Scopoli, 1786)
- Chrysocolaptes stricklandi (Layard, 1854) - korábban a C. guttacristatus alfajának vélték
- Chrysocolaptes strictus (Horsefield, 1821) - korábban a C. guttacristatus alfajának vélték
- Chrysocolaptes xanthocephalus (Walden & Layard, 1872) - korábban a C. guttacristatus alfajának vélték

A fenti fajok mellett, hagyományosan a Reinwardtipicus validus (Temminck, 1825) is idetartozott, Chrysocolaptes validus néven; azonban az újabb kutatásoknak köszönhetően ez a madár elnyerte a saját monotipikus nemét. Bár egyes ornitológusok még mindig ebbe a madárnembe helyezik.